# بنفش
بنفش (بالفارسية: بنفش) هي قرية تقع في قسم كاخك الريفي في إيران.